# Quận Fayette, Kentucky
Quận Fayette (tiếng Anh: Fayette County) là một quận nằm trong tiểu bang Kentucky, Hoa Kỳ. Thời điểm năm 2008, dân số quận ước tính 282.114 người. Về mặt lãnh thổ, dân số và chính quyền quận thì chung với thành phố Lexington, đó cũng là quận lỵ quận Fayette.
Quận Fayette là một phần của khu vực thống kê dân số Lexington-Fayette.